# Чиликин, Алексей Сергеевич
Алексей Сергеевич Чиликин (род. 16 декабря 1993, Самара, Россия) — российский профессиональный баскетболист, играющий на позиции тяжёлого форварда.

## Карьера
Чиликин — воспитанник самарского баскетбола, выступал за «Самару» с момента возрождения команды в 2012 году. За 7 сезонов Алексей принял участие в 197 матчах Высшей лиги и Суперлиги, а также Кубка России, в которых набрал 956 очков и 639 подборов. Чиликину принадлежат рекорды клуба (в новейшей истории) по сыгранным матчам и подборам. Кроме того, Алексею принадлежит абсолютный рекорд «Самары» по подборам в одном матче (22).
В июле 2018 года Алексей перешёл в «Уралмаш», но в октябре подписал контракт со «Спартаком-Приморье», рассчитанный на 2 месяца.
В ноябре 2019 года Чиликин вернулся в «Самару».
В августе 2020 года Чиликин стал игроком «Барнаула».
В августе 2023 года Чиликин перешёл в «Алматинский Легион».

## Достижения
- Серебряный призёр Суперлиги-1 дивизион: 2017/2018